# Elezioni regionali in Trentino-Alto Adige del 2008
Le elezioni regionali in Trentino-Alto Adige del 2008 si sono svolte il 26 ottobre 2008 nella provincia autonoma di Bolzano e il 9 novembre nella provincia autonoma di Trento.
Nella provincia autonoma di Trento, si è registrata la vittoria del presidente uscente Lorenzo Dellai, sostenuto dal centro-sinistra, che ha sconfitto Sergio Divina, sostenuto dal centro-destra. Nella provincia autonoma di Bolzano, le elezioni hanno visto prevalere la Südtiroler Volkspartei e Luis Durnwalder è stato confermato presidente della provincia.
Gli elettori hanno votato il rinnovo del rispettivo consiglio provinciale (di Bolzano o di Trento), che insieme formano quello regionale. Insieme alla tornata elettorale abruzzese, queste elezioni hanno rappresentato il primo banco di prova del nuovo scenario politico scaturito dalle elezioni politiche anticipate di aprile. In Trentino-Alto Adige si sono presentati infatti per la prima volta in corsa per il consiglio regionale i partiti nazionali Partito Democratico, Il Popolo della Libertà e La Destra, e i regionali Unione per il Trentino e Valli Unite.

## Provincia autonoma di Trento

### Legge elettorale
In Trentino le elezioni si sono svolte sulla base della normativa contenuta nella legge nº 2 del 5 marzo 2003, già applicata nella precedente tornata elettorale, che prevede l'elezione diretta del Presidente della Provincia e la possibilità di preferenza per un singolo partito ad esso collegato e per tre candidati consiglieri.

### Il rinvio delle elezioni
La data delle elezioni era stata fissata per il giorno di domenica 26 ottobre d’intesa con la provincia autonoma di Bolzano nel rispetto di quanto previsto dallo statuto speciale.
L'elezione è stata però rinviata a causa di ricorsi sull'ammissione di alcune liste. Il 25 settembre erano state infatti presentate 23 liste, poi ridotte a 21 a causa dell'esclusione dell'UDC e della lista Autonomisti Popolari per vizi di forma. Le due formazioni politiche avevano poi fatto ricorso al TRGA di Trento, ottenendo di essere riammesse alle consultazioni. Il 17 ottobre il Consiglio di Stato ha però accolto l'istanza cautelare della Lega Nord, ottenendo l'esclusione definitiva dell'UDC dalle elezioni e il rinvio della data a causa dei tempi troppo ravvicinati. L'elezione è così slittata al 9 novembre.
Queste elezioni provinciali sono così le uniche a non essersi svolte in contemporanea con quelle della provincia autonoma di Bolzano la quale ha votato per il rinnovo del proprio consiglio il 26 ottobre.

### Sperimentazione del voto elettronico
Un progetto di voto elettronico denominato ProVotE è stato attuato come sperimentazione svoltasi in 39 comuni per un totale di 55 sezioni. Obiettivo della sperimentazione della nuova modalità di voto e di scrutinio è stato raccogliere informazioni e indicazioni sul grado di fattibilità del passaggio dalla votazione cartacea alla votazione elettronica. La sperimentazione era stata attuata secondo quanto disposto dalla legge elettorale provinciale 5 marzo 2003, n. 2.
Precedenti sperimentazioni della provincia sul voto elettronico erano state fatte tra il 2005 e il 2006 alle elezioni comunali in tutte le sezioni di alcuni comuni trentini e per la rappresentanza di istituto al liceo Leonardo Da Vinci nel 2006.
I risultati della sperimentazione, effettuata facendo rivotare elettronicamente l'elettore in un voto senza valore legale, sono risultati simili nel confronto con quelli del voto tradizionale. L'affluenza al voto elettronico è stata minore non essendo obbligatorio partecipare alla sperimentazione.

### Candidati
Lorenzo Dellai, presidente della provincia di Trento dal 1999, è stato nuovamente il candidato del centro-sinistra per la presidenza. È stato sostenuto dall'Unione per il Trentino, partito regionale fondato dallo stesso Dellai nella primavera del 2008, dal Partito Democratico (PD), guidato dal sindaco di Trento Alberto Pacher, dal PATT e altri partiti da sempre a sostegno del centro-sinistra. Invece l'Italia dei Valori, che in Trentino aveva sempre presentato un proprio candidato fuori dagli schieramenti, ha appoggiato per la prima volta Dellai. Il Partito Socialista non è riuscito a formare una lista. A sostegno di Dellai era anche la lista dell'UDC che è risultata però esclusa dalle elezioni per vizi di forma.
Sergio Divina è stato invece il candidato del centro-destra. Oltre al suo partito, la Lega Nord, è stato sostenuto da Il Popolo della Libertà (PdL), al quale hanno aderito anche alcuni politici dell'UDC in rotta con il partito, dal Partito Pensionati, guidato da Claudio Taverna, e da altri partiti di destra. Partiti di nuova fondazione che hanno appoggiato Divina sono stati Valli Unite, Autonomisti Popolari e Fassa, lista per le minoranze ladine; era inoltre presente la lista Civica per Divina presidente formata da candidati non collegati con partiti politici.
Un altro candidato è stato Agostino Catalano, sostenuto da Partito della Rifondazione Comunista e Sinistra Democratica, uniti nella lista La Sinistra del Trentino; mentre Gianfranco Valduga è stato il candidato proposto dal Partito dei Comunisti Italiani. Nerio Giovanazzi poi, politico proveniente dalle file di Forza Italia e che aveva scelto di non aderire al PdL, si è presentato alle elezioni sostenuto dalle liste Amministrare il Trentino e Giovani per il Trentino. Infine Remo Andreolli, ex-assessore provinciale alla sanità ed ex-esponente dei Democratici di Sinistra, ha scelto di correre autonomamente dopo essersi visto rifiutare un posto nelle liste del PD ed è stato appoggiato dalla lista Democratici per il Trentino.

### Esito
Il presidente della provincia uscente, Lorenzo Dellai, sostenuto dal centro-sinistra, è risultato riconfermato con il 56,99% dei voti.
L'affluenza è stata del 73,07%, con 297.723 votanti su 407.455 iscritti (nel 2003 era stata del 74,22%).

### Risultati

Percentuali dei candidati per comune e comprensorio.

Percentuali dei partiti per comune e comunità comprensoriale.

| Candidati                             | Candidati                    | Voti                  | %     | Liste                          | Voti    | %     | Seggi |
| ------------------------------------- | ---------------------------- | --------------------- | ----- | ------------------------------ | ------- | ----- | ----- |
|                                       | Lorenzo Dellai ✔️ Presidente | 185 046               | 63,90 | Partito Democratico            | 59 218  | 21,62 | 8     |
| Unione per il Trentino                | Lorenzo Dellai ✔️ Presidente | 185 046               | 63,90 | 49 077                         | 17,92   | 6     |       |
| Partito Autonomista Trentino Tirolese | Lorenzo Dellai ✔️ Presidente | 185 046               | 63,90 | 23 335                         | 8,52    | 3     |       |
| Federazione dei Verdi                 | Lorenzo Dellai ✔️ Presidente | 185 046               | 63,90 | 7 579                          | 2,77    | 1     |       |
| Italia dei Valori                     | Lorenzo Dellai ✔️ Presidente | 185 046               | 63,90 | 7 474                          | 2,73    | 1     |       |
| Leali al Trentino                     | Lorenzo Dellai ✔️ Presidente | 185 046               | 63,90 | 6 435                          | 2,35    | –     |       |
| Union Autonomista Ladina              | Lorenzo Dellai ✔️ Presidente | 185 046               | 63,90 | 3 205                          | 1,17    | 1     |       |
| Seggio del presidente                 | Seggio del presidente        | Seggio del presidente | 63,90 | 1                              |         |       |       |
|                                       | Sergio Divina                | 105 692               | 36,50 | Lega Nord                      | 38 533  | 14,07 | 6     |
| Il Popolo della Libertà               | Sergio Divina                | 105 692               | 36,50 | 33 597                         | 12,26   | 5     |       |
| Civica per Divina Presidente          | Sergio Divina                | 105 692               | 36,50 | 11 831                         | 4,32    | 1     |       |
| Valli Unite                           | Sergio Divina                | 105 692               | 36,50 | 5 846                          | 2,13    | –     |       |
| Pensionati                            | Sergio Divina                | 105 692               | 36,50 | 3 597                          | 1,31    | –     |       |
| Fassa                                 | Sergio Divina                | 105 692               | 36,50 | 1 669                          | 0,61    | –     |       |
| Fiamma Tricolore                      | Sergio Divina                | 105 692               | 36,50 | 1 652                          | 0,60    | –     |       |
| La Destra                             | Sergio Divina                | 105 692               | 36,50 | 1 643                          | 0,60    | –     |       |
| Inquilini Case Popolari               | Sergio Divina                | 105 692               | 36,50 | 1 375                          | 0,50    | –     |       |
| Autonomisti Popolari                  | Sergio Divina                | 105 692               | 36,50 | 802                            | 0,29    | –     |       |
| Seggio di coalizione                  | Seggio di coalizione         | Seggio di coalizione  | 36,50 | 1                              |         |       |       |
|                                       | Nerio Giovannazzi            | 8 399                 | 2,90  | Amministrare il Trentino       | 4 429   | 1,62  | –     |
| Giovani per il Trentino               | Nerio Giovannazzi            | 8 399                 | 2,90  | 2 716                          | 0,99    | –     |       |
| Seggio di coalizione                  | Seggio di coalizione         | Seggio di coalizione  | 2,90  | 1                              |         |       |       |
|                                       | Remo Andreolli               | 5 653                 | 1,95  | Democratici per il Trentino    | 5 363   | 1,96  | –     |
|                                       | Agostino Catalano            | 3 354                 | 1,16  | La Sinistra (PRC - SD)         | 3 190   | 1,16  | –     |
|                                       | Gianfranco Valduga           | 1 447                 | 0,50  | Partito dei Comunisti Italiani | 1 372   | 0,50  | –     |
| Totale                                | Totale                       | 289 598               | 100   |                                | 273 939 | 100   | 35    |

## Provincia autonoma di Bolzano

### Legge elettorale
In Alto Adige gli elettori sono stati chiamati a votare le liste di partito, scegliendo quattro candidati al loro interno, per comporre il Consiglio. Non era prevista l'elezione del Presidente della Provincia, la cui nomina è di competenza dell'assise rappresentativa.

### Esito
L'affluenza è stata dell'80,1%, con un totale di 313.931 votanti. Le schede bianche sono state 3.447 (1,1% sul totale) e le schede nulle 5.869 (1,9%).
Queste elezioni hanno visto scendere sotto la soglia del 50% dei voti per la prima volta in un'elezione provinciale la Südtiroler Volkspartei, anche se ha mantenuto la maggioranza dei seggi in Consiglio. Il partito della destra sudtirolese Die Freiheitlichen ha triplicato i propri consensi rispetto a cinque anni prima.

## Risultati
| Liste                                        | Voti    | %    | Seggi |
| -------------------------------------------- | ------- | ---- | ----- |
| Südtiroler Volkspartei                       | 146.545 | 48,1 | 18    |
| Die Freiheitlichen                           | 43.614  | 14,3 | 5     |
| Il Popolo della Libertà                      | 25.294  | 8,3  | 3     |
| Partito Democratico                          | 18.139  | 6,0  | 2     |
| Verdi-Grüne-Vërc                             | 17.743  | 5,8  | 2     |
| Süd-Tiroler Freiheit                         | 14.888  | 4,9  | 2     |
| Union für Südtirol                           | 7.048   | 2,3  | 1     |
| Lega Nord                                    | 6.411   | 2,1  | 1     |
| Unitalia                                     | 5.688   | 1,9  | 1     |
| Italia dei Valori                            | 5.009   | 1,6  | -     |
| Unione dei Democratici Cristiani e di Centro | 3.792   | 1,2  | -     |
| Bürger Bewegung                              | 3.622   | 1,2  | -     |
| Ladins Dolomites                             | 3.334   | 1,1  | -     |
| Sinistra dell'Alto Adige (PRC-SD-PS)         | 2.226   | 0,7  | -     |
| Partito dei Comunisti Italiani               | 1.262   | 0,4  | -     |
| Totale                                       | 304.615 | 100% | 35    |

## Consiglio regionale
In base ai risultati delle due province autonome, il Consiglio Regionale per la XIV legislatura, quinquennio 2008-2013, risulta così determinato dal corpo elettorale:
| Partiti                      | Seggi | +/- |
| ---------------------------- | ----- | --- |
| Südtiroler Volkspartei       | 18    | -3  |
| Partito Democratico          | 10    | +1  |
| Il Popolo della Libertà      | 8     | -2  |
| Lega Nord                    | 7     | +5  |
| Unione per il Trentino       | 7     | -3  |
| Die Freiheitlichen           | 5     | +3  |
| Verdi-Grüne-Vërc             | 3     | -1  |
| PATT                         | 3     | =   |
| Süd-Tiroler Freiheit         | 2     | +1  |
| Civica per Divina Presidente | 2     | nd  |
| Italia dei Valori            | 1     | =   |
| Amministrare il Trentino     | 1     | nd  |
| Union für Südtirol           | 1     | -1  |
| Unitalia                     | 1     | =   |
| Union Autonomista Ladina     | 1     | =   |
| Totale                       | 70    | =   |